# GRAB (satelita)

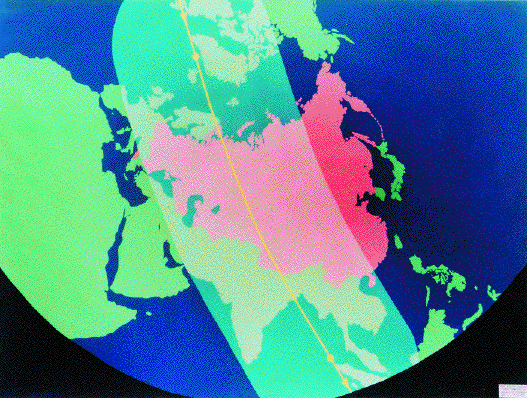
Obszar, z którego satelita GRAB 1 mógł odbierać sygnały radzieckich radarów

Galactic Radiation and Background (tło i promieniowanie galaktyczne), w skrócie GRAB – nazwa amerykańskiej serii sztucznych satelitów wywiadu elektronicznego obsługiwanych przez Naval Research Laboratory (NRL). Odbiorniki satelitów GRAB miały zbierać dane o parametrach pracy radzieckich radarów obrony powietrznej i antybalistycznej. Satelity GRAB nie były wystrzeliwane samodzielnie, lecz jako ładunki dodatkowe wraz z innymi satelitami.

## Historia programu

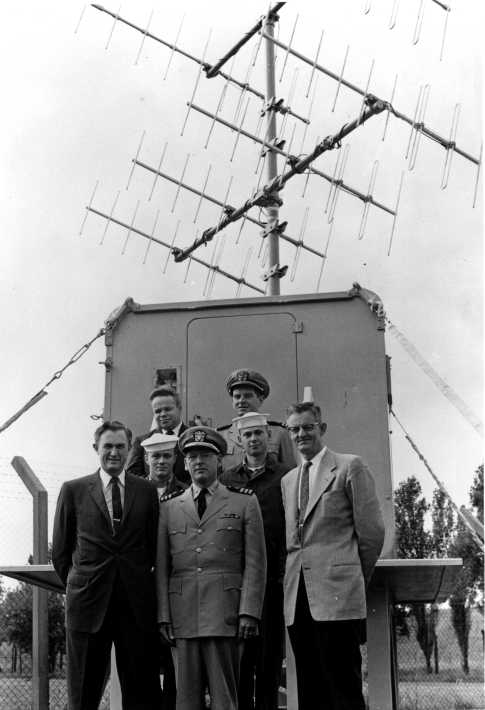
Szefostwo programu GRAB i pomieszczenie odbioru sygnału z satelitów GRAB

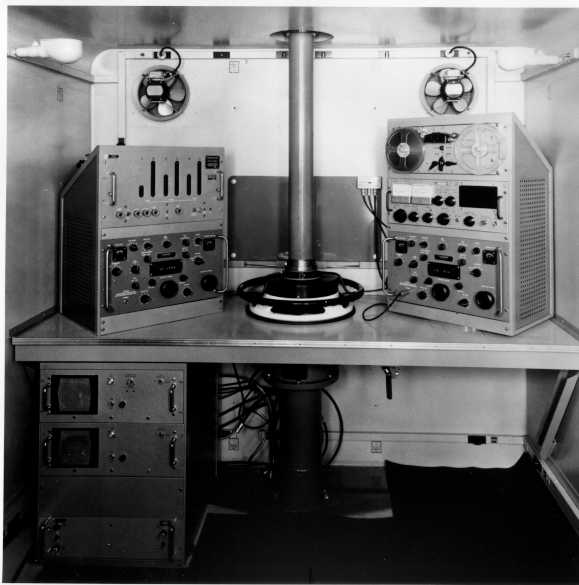
Wnętrze pomieszczenia odbioru sygnału z satelitów GRAB

Satelitarny system wywiadu elektronicznego (ELINT) został zaproponowany przez Naval Research Laboratory wiosną 1958. W tym czasie NRL poszukiwało zastosowania militarnego dla satelitów typu Vanguard. Przypadkowo, Reid Meyo, pracownik Naval Research Laboratory, opracowywał w tym czasie antenę peryskopową zwiadu elektronicznego dla okrętów podwodnych. Pewnego wieczora, siedzącemu w hotelowej restauracji Reidowi, przyszedł do głowy banalny pomysł: by umieścić ową antenę na pokładzie satelity typu Vanguard. Pierwotne obliczenia inżynieryjne Reid wykonał na obrusie stołu, przy którym siedział. Wkrótce potem Biuro Wywiadu Marynarki Wojennej otrzymało potrzebne zgody odpowiednich urzędów do rozpoczęcia Projektu Tattletale. W dniu 24 sierpnia 1959, po pozytywnej rekomendacji Departamentów Stanu i Obrony oraz CIA, prezydent USA, Eisenhower, zatwierdził pełną działalność. Program został objęty system ścisłej kontroli bezpieczeństwa (Canes). Mniej niż 200 osób w rządzie i armii USA miało prawo dostępu do dokumentów z nim związanych. Rozwój i współpraca między agencjami przebiegała z użyciem nazwy eksperyment GRAB.
Po badaniach i skontrowaniu satelity GRAB przez NRL i budowy zamorskich stacji odbiorczych, 5 maja 1960, Eisenhower zatwierdził pierwszy start. Cztery dni wcześniej doszło do słynnego incydentu z zestrzeleniem amerykańskiego samolotu szpiegowskiego U-2. GRAB miał na pokładzie dwa ładunki. Tajny – wywiadowczy, i jawny – astrofizyczny, dotyczący badań promieniowania słonecznego, Solrad. Tylko te ostatnie ładunki były wspominane w notkach prasowych Ministerstwa Obrony o startach rakiet. Z zaplanowanych pięciu startów, pięciu statków, pomyślnie wystartowały tylko dwa.
Pieczę nad programem miał dyrektor wywiadu Marynarki Wojennej. Odebrane dane były gromadzone na taśmach magnetycznych i wysyłane do NRL. Tam je powielano i wysyłano do Dowództwa Strategicznego Sił Powietrznych (gdzie pomagały w tworzeniu planów wojennych) i do Narodowej Agencji Bezpieczeństwa, co może wskazywać, że przechwytywano również radzieckie meldunki radiowe. Tam poddawano je analizie.
Program został odtajniony przez NRL w 1998, z okazji 75-lecia istnienia tej instytucji. Jego zadania od 1962 przejęło nowo utworzone Narodowe Biuro Wywiadowcze oraz satelity serii Poppy, oparte na zmodyfikowanej konstrukcji satelitów GRAB.

## Nazwy
Program ten miał wiele nazw mających zataić prawdziwe przeznaczenie satelitów. Pierwotnie nazwany był Plotkarzem (ang. Tattletale), a później GRAB (grabić, porywać, zwłaszcza zbierać – w tym wypadku informacje). By przeznaczenie satelity nie było jasne dla ZSRR, projekt nazwano GREB (słowo pozbawione znaczenia w języku angielskim) i wymyślono dla tego skrótu odpowiednie rozwinięcie: Galactic Radiation Experimental Background (eksperyment tła promieniowania galaktycznego). By jeszcze bardziej zaciemnić przeznaczenie satelitów serii GRAB i Poppy, wysyłano je pod nazwą Solrad (z numerami od 1 do 7). Miało to wskazywać, że będą one prowadzić obserwacje Słońca.

## Satelity Solrad

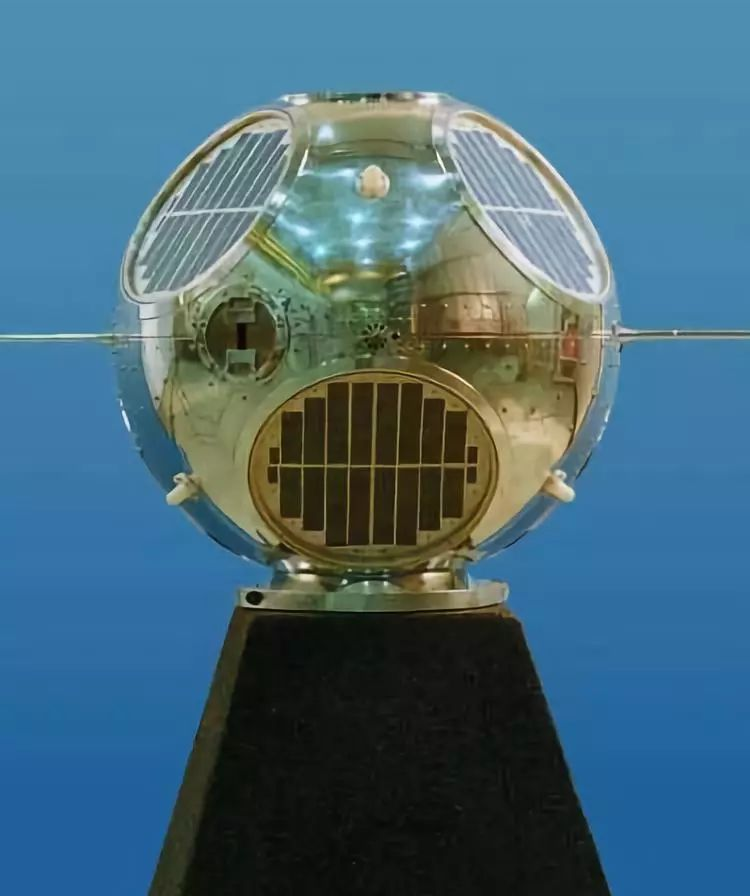
Satelita GRAB 1

Pierwsze statki o nazwach Solrad posiadały podwójne przeznaczenie: wywiadowcze i naukowe. Późniejsze satelity określane tą nazwą były misjami czysto naukowymi. Finansowane przez US Navy, miały w sposób ciągły monitorować aktywność słoneczną. Ostatnie statki Solrad stanowiły również część programu Explorer.

### Misje satelitów GRAB pod nazwą Solrad
- 13 kwietnia 1960 – makieta satelity GRAB wystrzelona na orbitę rakietą Thor Able Star[1]
- 22 czerwca 1960 – GRAB 1 (Solrad 1) – wystrzelony rakietą Thor Able Star wraz z satelitą Transit 1B. Pierwszy amerykański satelita wywiadowczy
- 30 listopada 1960 – Solrad 2 – próba wystrzelenia satelity GRAB 2. Rakietę Thor Able Star i ładunek zniszczono ze względów bezpieczeństwa
- 29 czerwca 1961 – GRAB 3 (Solrad 3) – wystrzelony rakietą Thor Able Star wraz z satelitą Transit 4A
- 24 stycznia 1962 – Solrad 4 (GRAB 4) – nieudany start rakiety Thor Able Star
- 26 kwietnia 1962 – Solrad 4B (GRAB 4B) – nieudany start rakiety Scout X-2
- Solrad 5 – misja anulowana[2]

### Pozostałe misje noszące nazwę Solrad
- 15 czerwca 1963 – Solrad 6A (Poppy 2A)
- 11 stycznia 1964 – Solrad 5B (Poppy 3B) i Solrad 7A (Poppy 3A)
- 9 marca 1965 – Solrad 6B (Poppy 4B) i Solrad 7B (Poppy 4A)
- 19 listopada 1965 – Solrad 8 (Explorer 30)
- 5 marca 1968 – Solrad 9 (Explorer 37)
- 8 lipca 1971 – Solrad 10 (Explorer 44)
- 15 marca 1976 – Solrad 11A i Solrad 11B